# 아바타싱어
《아바타싱어》는 2022년 8월 26일부터 MBN에서 방송되고 있는 메타버스 뮤직 서바이벌 프로그램이다.

## 최종 순위
| 순위 | 이름                     | 아바타싱어 |
| ---- | ------------------------ | ---------- |
| 1위  | 테이                     | 김순수     |
| 2위  | 손승연                   | 메모리     |
| 3위  | 박진주 & HYNN            | 란 & 로기  |
| 4위  | 김신의                   | 이안       |
| 5위  | 행주                     | 스틸       |
| 6위  | 정인                     | 데이       |
| 7위  | 정엽                     | 라임       |
| 8위  | 트웰브                   | 클라우디   |
| 9위  | 고유진                   | 금은동     |
| 10위 | 안성훈 & 노지훈 & 나태주 | 남자친구   |